# Michaela Polleres
Michaela Polleres (15 de juliol de 1997) és una judoka austríaca que competeix en la categoria de pes mitjà (actualment -70 Kg). Ha participat en 2 Olimpíades, guanyant la medalla de plata als Jocs Olímpics de Tòquio i la medalla de bronze en els Jocs Olímpics de París. A més, ha guanyat 3 medalles de bronze als Campionats del Món i 6 medalles (1 d'or) als Campionats d'Europa.

## Trajectòria internacional
| Jocs Olímpics      | Jocs Olímpics | Jocs Olímpics | Jocs Olímpics |
| Any                | Lloc          | Posició       | Categoria     |
| ------------------ | ------------- | ------------- | ------------- |
| 2020               | Tòquio        | 2             | –70 kg        |
| 2024               | París         | 3             | –70 kg        |
| Campionat del Món  |               |               |               |
| 2018               | Bakú          | 2a ronda      | -70 Kg        |
| 2019               | Tòquio        | 5a posició    | -70 Kg        |
| 2021               | Budapest      | 3             | –70 kg        |
| 2022               | Taixkent      | 7a posició    | -70 Kg        |
| 2022               | Taixkent      | 1a ronda      | Equips mixt   |
| 2023               | Doha          | 3             | -70 Kg        |
| 2023               | Doha          | 1/8 final     | Equips mixt   |
| 2024               | Abu Dhabi     | 1/8 final     | -70 Kg        |
| 2024               | Abu Dhabi     | 1a ronda      | Equips mixt   |
| Campionat d'Europa |               |               |               |
| 2017               | Varsòvia      | 2a ronda      | -70 Kg        |
| 2018               | Tel-Aviv      | 3             | –70 kg        |
| 2019               | Minsk         | 7a posició    | -70 Kg        |
| 2020               | Praga         | 2a ronda      | -70 Kg        |
| 2021               | Lisboa        | 2a ronda      | -70 Kg        |
| 2022               | Sofia         | 5a posició    | -70 Kg        |
| 2023               | Montpeller    | 2a ronda      | -70 Kg        |